# Cesar Blanché i Vergés
Cèsar Blanché i Vergés (nacido en 1958) es un botánico español, que desarrolla actividades académicas en el "Departamento de Botánica", de la Facultad de Farmacia, en la Universidad de Barcelona.

## Algunas publicaciones
- Briones, Julián molero, césar Blanché i vergés. A propósito de los géneros "Aconitum" L. y "Consolida" (DC.) Gray en la Península Ibérica. Anales del Jardín Botánico de Madrid 41 (1) 1984 en línea
- Blanché i vergés, césar; Julián molero Briones. Dos combinaciones nuevas y un comentario corológico en el género "Delphinium" L.. Anales del Jardín Botánico de Madrid 41 (2) 1985 en línea
- Briones, Julián molero, césar Blanché i vergés. 1986. Las cubetas arreicas al sur de Bujaraloz (Valle del Ebro). Contribución a su estudio fitocenológico. Lazaroa 9 (ejemplar dedicado a: Fernando Esteve Chueca y Bartolomé Casaseca Mena) : 277-300, ISSN 0210-9778 en línea
- -------, -------. 1989. Fragmenta chorologica occidentalia, 2638-2655. Anales del Jardín Botánico de Madrid 47 ( 2 ) : 480-481, ISSN 0211-1322 en línea
- Vallés Xirau, c. joan; j. Muntane, césar Blanché i vergés, m.a. Bonet. 1996. Bases de datos en Etnobotánica: elaboración de los resultados. Monografías del Jardín Botánico de Córdoba 3 (ejemplar dedicado a: Métodos en Etnobotánica) : 63-68, ISSN 1135-366X en línea
- Rovira lópez, anna maría; maría Bosch, Julián molero Briones, césar Blanché i vergés, joan Simon. 1997. Delphinium L. subgen. Delphinium in the iberian peninsula and north Africa: a new taxonomic approach. Lagascalia 19 ( 1-2 ) : 59-82, ISSN 0210-7708
- Bosch, maría; Julián Molero Briones, césar Blanché i vergés, joan Simon. 1997. Pollination ecology in tribe "Delphineae" ("Ranunculaceae") in W mediterranean area: floral visitors and pollinator behaviour. Lagascalia 19 ( 1-2) : 545-562, ISSN 0210-7708
- Martín Blanco, Carlos j.; césar Blanché i vergés, maría Andrea Carrasco de Salazar. 2002. Delphinium emarginatum subsp. emarginatum (Ranunculaceae), nuevo taxon para la Península Ibérica. Anales del Jardín Botánico de Madrid 60 ( 2 ): 449-450, ISSN 0211-1322 en línea
- Blanché i vergés, cesar; carles Barriocanal Lozano. 2002. Estat de conservació i propostes de gestió per a "Stachys maritima" Gouan (Labiatae) a la península Ibèrica. Orsis, organismes i sistemes: revista de botànica, zoología i ecología 17 : 7-20, ISSN 0213-4039 en línea
- 2007. Ingesta de plantas potencialmente mortales. Jano: Medicina y humanidades 1651 : 32, ISSN 0210-220X

### Libros
- 1992. Revisió biosistemàtica del gènere Delphinium L. a la Península Ibèrica i a les Illes Balears. Barcelona : Institut d'Estudis Catalans. ISBN 84-7283-194-9

- La abreviatura «C.Blanché» se emplea para indicar a Cesar Blanché i Vergés como autoridad en la descripción y clasificación científica de los vegetales.[1]